# جونپی یامادا
جونپی یامادا (انگلیسی: Junpei Yamada؛ زادهٔ ۲۶ اوت ۱۹۹۴) بازیکن فوتبال اهل ژاپن است.